# Perpetual
Perpetual es una banda de metal procedente de la ciudad de Bucaramanga, Colombia. Puede clasificarse dentro del género del death metal melódico.

## Historia
La banda se formó en el año 2004 por el actual vocalista y bajista Paul Castle y el guitarrista Cesar Strings quienes habían sido compañeros en la banda Warprophecy. A ellos se unió el baterista Miguel Ochoa quien junto con el teclista Edwin Mantilla dieron inicio a la banda que en el mismo año grabó y lanzó su primer sencillo llamado "Inner Messiah". Luego de diversos conciertos a nivel nacional en ciudades como Bogotá y Medellín y tras la salida de Miguel Ochoa, se une a la banda el baterista Christ Martin, con esta alineación logran ser teloneros de la banda Sueca de Death Metal Melódico Dark Tranquillity en el año 2005 en la ciudad de Bogotá.
En este mismo año Edwin Mantilla abandona la banda dando lugar al teclista actual Andy Moritz, con quien la banda comienza la grabación de su primer disco llamado Perpetual. En el año 2006 luego de varios conciertos a nivel local, la banda emprende una gira nacional llamada "True Metal Subversion III" visitando ciudades como Pereira, Medellín y Bucaramanga, para luego participar en el "Festival Internacional Altavoz" en la ciudad de Medellín, donde comparten escenario con bandas como Resorte (México) y Total Chaos (USA). Más tarde en el mismo año lanzarían su primer videoclip, llamado Primal Lust Ambrosia.
En marzo de 2007 lanzan al mercado su primer disco llamado Perpetual (Full-Length, bajo el sello independiente Stormblaze entretaiment liderado por su mánager Nicolas F. López. En mayo el mismo año Perpetual inicia su gira suramericana llamada "Perpetual Dream South America Tour" donde visitarían 7 países incluyendo Ecuador, Perú, Bolivia, Argentina, Uruguay y Chile, con más de 40 conciertos en todo el continente.
A inicios de 2008 Perpetual es seleccionado junto con 7 bandas nacionales para participar del disco tributo a la banda británica Iron Maiden "The Golden Beast" editado por EMI Music, en el cual grabarían la canción "The Wicker man" y del cual se lanzarían 3000 copias. La banda cerraría el año con varios conciertos a nivel local. 
En 2009 fueron seleccionados para ser teloneros de la banda Sueca de death metal melódico In Flames en su concierto en la ciudad de Bogotá en el mes de febrero.
En el presente año la banda lanzó al mercado en el mes de abril "“It’s Fucking Sick”" (EP) y en mayo su nuevo trabajo discográfico “"States Of Madness”" (Full-Length), con el cual ya tiene confirmada su segunda gira suramericana "States of Madness South American Tour 2011" y preparan su primera visita a Europa en el mes de octubre.

## Miembros
- Paul Castle - Voz y bajo (2004-presente)
- Cesar Strings - Guitarra y segundas voces (2004-presente)
- Andy Moritz - Teclados, secuencias y segundas voces (2005-presente)
- Sergio Rodríguez Delgado - Batería (2011-presente)

## Miembros anteriores
- Miguel Ochoa - Batería (2004)
- Edwin Mantilla - Teclado (2004-2005)
- Christ Martin - Batería y percusión (2005 - 2010)

## Discografía

### Álbumes de estudio
| Año  | Nombre            | Discográfica            |
| ---- | ----------------- | ----------------------- |
| 2007 | Perpetual (álbum) | Stormblaze Entretaiment |
| 2011 | States of Madness | Stormblaze Entretaiment |

### Sencillos y EP
| Año  | Nombre               | Tipo     |
| ---- | -------------------- | -------- |
| 2004 | Inner Messiah        | Demo     |
| 2006 | Primal Lust Ambrosia | Sencillo |
| 2011 | Its Fucking Sick     | EP       |

### Compilados
| Canción              | Compilado               | Año  |
| -------------------- | ----------------------- | ---- |
| Inner Messiah        | True Metal Subversion 3 | 2005 |
| Primal Lust Ambrosia | Spreading The Sickness  | 2006 |
| The Wicker Man       | The Golden Beast        | 2008 |

### Vídeos
| Vídeo                | Álbum     |
| -------------------- | --------- |
| Primal Lust Ambrosia | Perpetual |